# Boroidreto

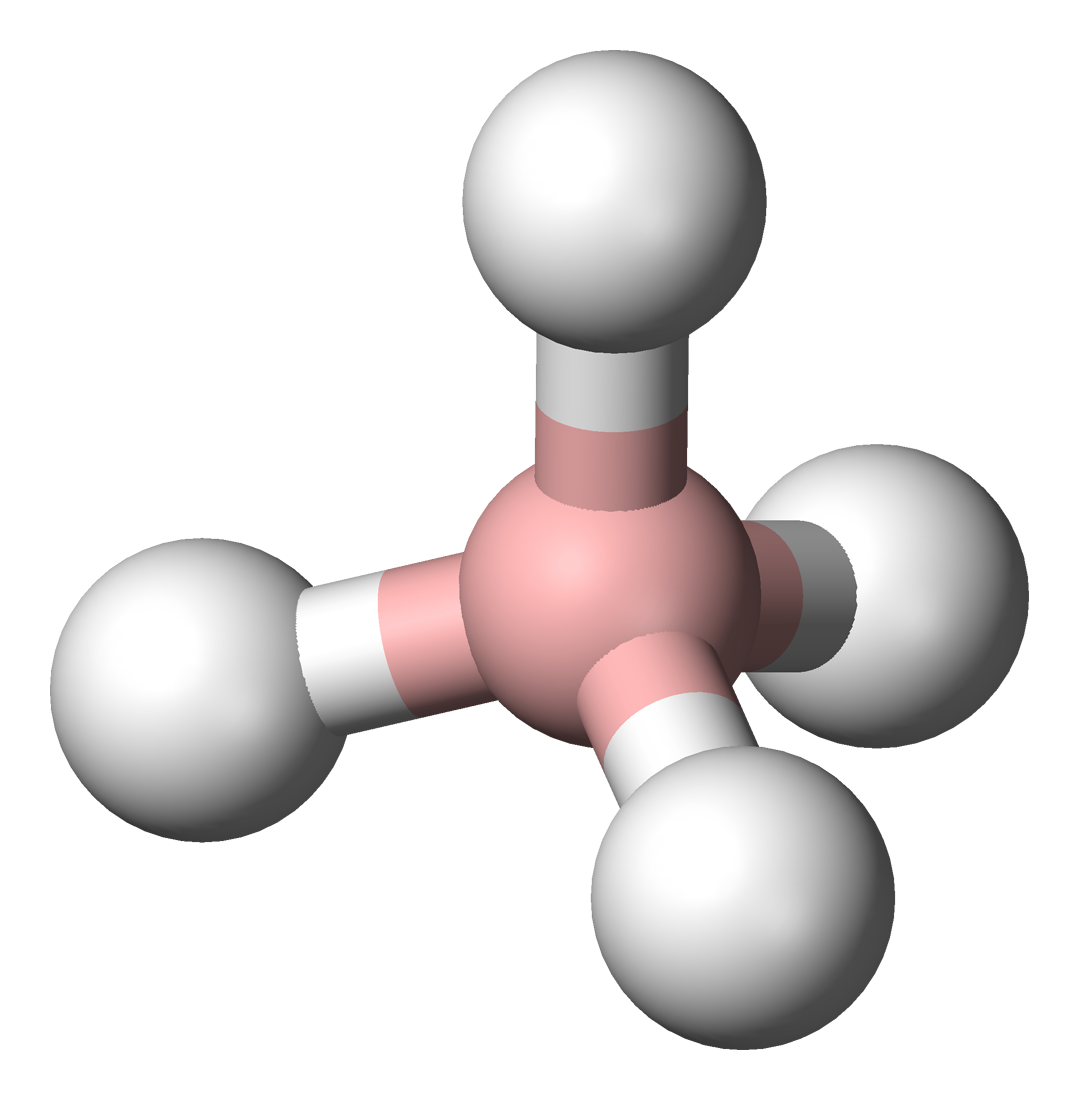
Modelo de bolas e varetas do ânion boroidreto, BH_{4}^{−}

Boroidreto refere-se ao ânion BH4− e seus sais.  Boroidreto é também o termo utilizado para compostos que contenham BH4−nXn−, por exemplo cianoboroidreto (B(CN)H3−) e trietilboroidreto (B(C2H5)3H−). Tais compostos encontram amplo uso como agentes redutores em síntese orgânica. Os mais importantes boroidretos são boroidreto de lítio e boroidreto de sódio, mas outros sais são também conhecidos. Tetraidroboratos também são de interesse acadêmico e industrial na química inorgânica.